# Parafia Świętych Apostołów Piotra i Pawła w Baczynie
Parafia Świętych Apostołów Piotra i Pawła w Baczynie – parafia rzymskokatolicka, terytorialnie i administracyjnie należąca do diecezji zielonogórsko-gorzowskiej, do dekanatu Gorzów Wielkopolski – Trójcy Świętej. W parafii posługują księża diecezjalni. Parafia została erygowana 17 czerwca 1976 roku. 